# Emanuel Ungaro
Emanuel Ungaro (13. února 1933, Aix-en-Provence, Francie – 21. prosince 2019, Paříž) byl francouzský módní návrhář italského původu. Byl zakladatelem módního domu Ungaro.

## Životopis
Emanuel Ungaro se narodil italským rodičům a v 50. letech začal pracovat jako krejčí v Aix-en-Provence. Navrhoval oblečení pro své sestry, které je nosily při společenských událostech vyšších vrstev v Itálii, čímž se Ungaro stal známým. Ungaro se přestěhoval do Paříže a od roku 1955 pracoval jako designer u Cristobala Balenciagy. V roce 1958 se stal jeho hlavním designerem, ale v roce 1964 opustil podnik a následující rok založil svůj vlastní podnik v oblasti haute couture. Jeho obchodní partnerkou byla až do konce 80. let textilní designerka Sonia Knapp.
V roce 1967 přesídlil Ungaro na Avenue Montaigne v 8. obvodu. O rok později představil svou první kolekci prêt-à-porter pod názvem Ungaro Parallèle. V roce 1973 zahájil prodej v oblasti pánské módy pod názvem Ungaro Uomo.

## Podnik Ungaro
V 70. letech Ungaro expandoval do Japonska a USA. V 80. letech uvedl na trh několik parfémů. Podnik Ungaro potřeboval finančně silného partnera a proto v roce 1996 italská skupina Ferragamo převzala 75% podíl. Ungaro zůstal se svými 25 % menšinovým akcionářem a byl i nadále prezidentem společnosti a hlavním uměleckým ředitelem. V roce 1997 předal Ungaro péči o prêt-à-porter svému asistentovi Giambattistovi Vallimu. V roce 2004 Emanuel Ungaro podnik definitivně opustil.